# Chelidonisis aurantiaca
Chelidonisis aurantiaca is een zachte koraalsoort uit de familie Isididae. De koraalsoort komt uit het geslacht Chelidonisis. Chelidonisis aurantiaca werd in 1890 voor het eerst wetenschappelijk beschreven door Studer. 